# Giovanni Passerini (chef cuisinier)
Giovanni Passerini, né le 20 janvier 1976 à Rome (Italie) est un chef cuisinier italien installé à Paris, représentant du courant bistronomique, Meilleur Chef de l'année 2017 selon le guide Le Fooding.
Le 16 octobre 2019, son restaurant Passerini est désigné «Meilleur restaurant italien du monde» (hors Italie) par le guide italien 50 Top Italy,.

## Parcours
Il étudie la finance à Rome avant de se tourner vers la cuisine. Il débute au Uno e Bino, un bistrot de San Lorenzo à Rome puis part à Paris travailler avec Alain Passard, Inaki Aizpitarte, puis comme second de Peter Nilsson à la Gazzetta. En 2010, il ouvre son restaurant à Paris, le Rino où il revisite la gastronomie italienne avec des ingrédients français. Il obtient le prix du Créateur de l'année 2011 par le Guide Omnivore. En 2014, il ferme son restaurant.
En 2016, il ouvre un nouveau restaurant à Paris, chez Passerini. Il y est élu Meilleur Chef 2017 par le guide Le Fooding,,. En parallèle, il collabore avec le groupe d'entreprises Experimental Group pour leurs restaurants.
Il est un des cuisiniers préférés de Jean-François Piège.